# Quốc kỳ Campuchia
Quốc kỳ Campuchia (tiếng Khmer: ទង់ជាតិកម្ពុជា) được chọn lại vào năm 1993, sau cuộc tổng tuyển cử đưa Campuchia trở lại thời kỳ quân chủ. Giữa lá cờ có hình Angkor Wat.
Quốc kỳ Campuchia gồm có ba sọc ngang màu xanh dương, đỏ, xanh dương và hình Angkor Wat màu trắng ở chính giữa Chiều rộng dải đỏ gấp đôi chiều rộng dải xanh lam. Hình Angkor Wat ở giữa lá cờ là biểu tượng cho sự thanh liêm, công lý của nhân dân và là di sản văn hóa của Campuchia và đồng thời tượng trưng cho Phật giáo Nam truyền - tôn giáo chính tại Campuchia. Màu xanh dương là biểu tượng của sự tự do, đoàn kết, tình nghĩa anh em đồng thời tượng trưng cho nhà vua. Màu đỏ là biểu thị lòng can đảm của cả nhân dân Campuchia.

## Các quốc kỳ trong lịch sử
| Cờ | Giai đoạn   | Sử dụng                                                       | Mô tả |
| -- | ----------- | ------------------------------------------------------------- | --- |
|    | 802-1431    | Quốc kỳ của Đế quốc Khmer                                     | Một lá cờ hình tam giác cân màu vàng với viền 2 cạnh bên màu xanh lá nhạt, cạnh đáy nằm phía cột cờ                                                   |
|    | 1431 - 1863 | Quốc kỳ của Campuchia thời Hậu Angkor                         | Một lá cờ hình tam giác cân màu vàng với viền 2 cạnh bên màu xanh lá nhạt, cạnh đáy nằm phía cột cờ                                                   |
|    | 1863 - 1942 | Quốc kỳ của Campuchia thuộc Pháp                              | Một lá cờ đỏ viền xanh dương với hình Angkor Wat ở giữa                                                                                               |
|    | 1887 - 1942 | Quốc kỳ của Đông Dương thuộc Pháp                             | Một lá cờ với ba dải dọc màu lam, trắng, đỏ từ trái qua (xem bài Quốc kỳ Pháp)                                                                        |
|    | 1942 - 1945 | Quốc kỳ Campuchia thuộc Nhật                                  | Một lá cờ màu đỏ và hình tượng Angkor Wat màu trắng nhìn từ trên cao. 5 hình vuông trắng tượng trưng cho 5 ngọn tháp của Angkor Wat                   |
|    | 1945 - 1946 | Quốc kỳ của Campuchia thuộc Pháp                              | Một lá cờ đỏ viền xanh dương với hình Angkor Wat ở giữa                                                                                               |
|    | 1946 - 1958 | Quốc kỳ của Đông Dương thuộc Pháp                             | Một lá cờ màu vàng với Quốc kỳ Pháp ở góc trên bên trái                                                                                               |
|    | 1946 - 1948 | Quốc kỳ Vương quốc Campuchia (1946-1953)                      | Một lá cờ đỏ viền xanh dương với hình Angkor Wat ở giữa                                                                                               |
|    | 1948 - 1953 | Quốc kỳ Vương quốc Campuchia (1946-1953)                      | Ba dải màu nằm ngang màu xanh lam, đỏ (chiều rộng gấp đôi) và xanh lam và hình Angkor Wat với 3 ngọn tháp màu trắng ở giữa                            |
|    | 1953 - 1970 | Quốc kỳ Vương quốc Campuchia (1953-1970)                      | Ba dải màu nằm ngang màu xanh lam, đỏ (chiều rộng gấp đôi) và xanh lam và hình Angkor Wat với 3 ngọn tháp màu trắng ở giữa                            |
|    | 1970 - 1975 | Quốc kỳ Cộng hòa Khmer                                        | Một lá cờ xanh dương với góc phần tư phía cột cờ màu đỏ và hình Angkor Wat với 3 ngọn tháp ở giữa và 3 ngôi sao trắng nằm thẳng hàng                  |
|    | 1975 - 1976 | Quốc kỳ Campuchia Dân chủ                                     | Ba dải màu nằm ngang màu xanh lam, đỏ (chiều rộng gấp đôi) và xanh lam và hình Angkor Wat với 3 ngọn tháp màu trắng ở giữa                            |
|    | 1976 - 1979 | Quốc kỳ Campuchia Dân chủ                                     | Một lá cờ màu đỏ và hình tượng Angkor Wat với 3 ngọn tháp màu vàng ở giữa                                                                             |
|    | 1979 - 1989 | Quốc kỳ Cộng hòa Nhân dân Campuchia                           | Một lá cờ màu đỏ và hình tượng Angkor Wat với 5 ngọn tháp màu vàng ở giữa                                                                             |
|    | 1989 - 1992 | Quốc kỳ Nhà nước Campuchia                                    | Một lá cờ nửa trên màu đỏ, nửa dưới màu xanh lam và hình tượng Angkor Wat với 5 ngọn tháp màu vàng ở giữa                                             |
|    | 1989 - 1992 | Quốc kỳ Nhà nước Campuchia                                    | Một lá cờ nửa trên màu đỏ, nửa dưới màu xanh lam và hình tượng Angkor Wat với 5 ngọn tháp màu vàng ở giữa                                             |
|    | 1992 - 1993 | Quốc kỳ Campuchia dưới thời Cơ quan chuyển tiếp Liên Hợp Quốc | Một lá cờ màu xanh da trời với hình tượng lãnh thổ Campuchia màu trắng ở giữa. Bên trong nền trắng là tên nước Campuchia viết bằng tiếng Khmer (កម្ពុជា) |
|    | 1993 - nay  | Quốc kỳ Vương quốc Campuchia (1993-nay)                       | Ba dải màu nằm ngang màu xanh lam, đỏ (chiều rộng gấp đôi) và xanh lam và hình Angkor Wat với 3 ngọn tháp màu trắng ở giữa                            |

## Cờ hiệu Hoàng gia Campuchia
| Cờ | Giai đoạn   | Sử dụng                              | Mô tả                                                                           |
| -- | ----------- | ------------------------------------ | ------------------------------------------------------------------------------- |
|    | 1863 - 1993 | Cờ Hoàng gia Campuchia (1986 - 1993) | Một lá cờ màu xanh dương viền màu đỏ với biểu tượng Hoàng thất Campuchia ở giữa |
|    | 1993 - nay  | Cờ Hoàng gia Campuchia (1993 - nay)  | Một lá cờ màu xanh dương với Quốc huy Campuchia màu vàng ở giữa                 |

## Các mẫu đề xuất Quốc kỳ Campuchia
| Cờ | Giai đoạn | Sử dụng                       | Mô tả |
| -- | --------- | ----------------------------- | --- |
|    | 2008      | Quốc kỳ đề xuất của Campuchia | Lá cờ màu đỏ với nền màu xanh đậm và đền Angkor Wat màu trắng ở góc kéo cờ (tương tự như Quốc kỳ Trung Hoa Dân quốc)                 |
|    | 2010      | Quốc kỳ đề xuất của Campuchia | Lá cờ sọc trắng đỏ xen kẽ với nền màu xanh đậm và đền Angkor Wat màu trắng ở góc kéo cờ (tương tự như Quốc kỳ Hợp chúng quốc Hoa Kỳ) |